# Kylian Mbappé
Kylian Mbappé Lottin (Bondy, 1998. december 20. –) világbajnok francia válogatott labdarúgó. A Real Madrid csatára. A 2022-es labdarúgó-világbajnokság döntőjében, mindössze második játékosként a sportág történetében, mesterhármast szerzett.
Apja kameruni, anyja algériai származású.

## Pályafutása

### Klubcsapatokban
2013-ban került az AS Monaco akadémiájára. 2015. december 2-án debütált az első csapatban a bajnokságban a Caen elleni 1-1-re végződő mérkőzésen, a 88. percben Fábio Coentrão cseréjeként lépett pályára. Ezzel a pályára lépéssel megdöntötte Thierry Henry 21 éves rekordját, mivel ő16 évesen és 347 naposan debütált. 2016. február 20-án megszerezte első gólját a Troyes ellen, 17 évesen és 62 naposan, amivel ismét Henry rekordját döntötte meg a francia klub történelmében. Márciusban megkötötte élete első profi szerződését a klubbal, ami három évre szólt.

#### AS Monaco
A fiatal játékost az Arsenal FC, a Juventus FC és a Paris Saint-Germain is szerződtetni akarta. Október 21-én, a Montpellier ellen 6-2-re megnyert bajnoki mérkőzésen gólt és két gólpasszt jegyzett.
Decemberben a kupában a Rennes ellen 7-0-ra megnyert mérkőzésen mesterhármast szerzett. Sonny Anderson 1997-es mesterhármasa óta ez volt az első a klub történelmében.
Február 11-én a Metz ellen ismét mesterhármast szerzett az 5-0-ra megnyert mérkőzésen. A bajnokok ligájában a Manchester City elleni oda-visszavágón is eredményes volt, a második mérkőzésen a 8. percben egy bal oldali támadás végén Bernardo Silva beadott labdáját közvetlen közelről a hálóba lőtte a labdát. Április 12-én a Borussia Dortmund ellen 3-2-re megnyert bajnokok ligája negyeddöntő első mérkőzésén két gólt szerzett. A 16. percben büntetőt harcolt ki, de ezt Fabinho kihagyta. 3 perccel később Thomas Lemar által a bal oldalról középre passzolt labdát a lesen lévő Mbappé lőtte a kapuba, de a játékvezető megadta a gólt. A 79. percben Łukasz Piszczek gyenge passzára Mbappé csapott le, aki aztán ziccerben kilőtte a bal felső sarkot.

#### Paris Saint-Germain
2017. augusztus 31-én a Paris Saint Germain egy évre kölcsönvette a Monacótól. A két klub közötti megegyezés értelmében a párizsi klub 2018 nyarán végleg megvásárolta Mbappé játékjogát 145 000 000 euróért, amely összeg a különböző bónuszokkal együtt még 35 000 000 euróval egészült ki, ezzel pedig Mbappé a világ második legdrágább igazolása lett csapattársa, Neymar után.
Szeptember 8-án debütált új csapatában a Metz elleni 5-1-es bajnoki győzelem alkalmával. Négy nappal később első gólját is megszerezte a Bajnokok Ligája csoportkörében a skót Celtic elleni 5-0-s győzelemmel végződő találkozón. A PSG 3-0-s győzelmet aratott a második körben a német Bayern München felett, Mbappé két gólpasszal vette ki részét a sikerből.
2017 októberében a France Football jelölte az Aranylabda-esélyesek bő listájára, ezzel pedig 18 évesen és 9 hónaposan Mbappé lett a legfiatalabb labdarúgó, akit a labdarúgás legrangosabb elismerésére jelöltek, Michael Owen rekordját megdöntve. 2018. |október 7-én a Paris Saint Germain az Olympique Lyont fogadta hazai pályán, és a 
61. percben megszerezte a mérkőzésen az első gólját , jó humajd 13 perccel később már négy gól fűződött a nevéhez. 2023. július 31-én bejelentette, nem hosszabbítja meg a szerződését a klubbal.

#### Real Madrid
2024. június 3-án a Real Madrid bejelentette, hogy leszerződtették a játékost. Az évek során a spanyol csapat több ajánlatot is tett a francia csatár játékjogáért, de az átigazolás hol a PSG, hol pedig a játékos részéről nem jöhetett össze, így 2024 nyarán ingyen szerződött Madridba.[forrás?]
2025. január 25-én a Real Valladolid ellen 3–0-ra megnyert bajnoki mérkőzésen megszerezte első mesterhármasát a madridiak színeiben. Február 19-én az ő mesterhármasával 3–1-re győztek a Manchester City ellen, és kettős győzelemmel jutottak be a nyolcaddöntőbe a bajnokok ligájában. Május 11-én a La Liga 35. fordulójában, az el Clasicón hiába lőtt 3 gólt, a Barcelona 4–3-ra győzött.
34 mérkőzésen 31 góllal zárta a La Liga-szezonját, és pályafutása során először nyerte el a Pichichi-trófeát és az Európai aranycipőt.

### A válogatottban
2016. március 24-én debütált a francia U19-es labdarúgó-válogatottban a montenegrói U19-es labdarúgó-válogatott elleni 2016-os U19-es labdarúgó-Európa-bajnokság selejtező mérkőzésén. Két nappal később megszerezte első gólját a dán U19-es válogatott ellen. A válogatott tagjaként részt vett a 2016-os U19-es labdarúgó-Európa-bajnokságon, amelyet megnyertek. A portugálok ellen 3-1-re megnyert elődöntő mérkőzésen két gólt és egy gólpasszt jegyzett.
2017. március 16-án Didier Deschamps, a francia labdarúgó-válogatott szövetségi kapitánya kihirdette keretét a Luxemburg elleni világbajnoki selejtezőre, valamint a Spanyolország elleni felkészülési mérkőzésre, amelyben Mbappé is szerepelt. [
Március 25-én Dimitri Payet cseréjeként a 78. percben debütált Luxemburg ellen. Ezzel ő lett a második legfiatalabb játékos a válogatott történetében, aki pályára lépett. 2017. augusztus 31-én első gólját is megszerezte a címeres mezben: a Hollandia elleni világbajnoki selejtezőn volt eredményes.
2024. május 16-án bekerült a 2024-es labdarúgó-Európa-bajnokságra utazó 25 fős keretbe.

## Magánélete
Mbappé gyakorló keresztényhívő. A Time-nak adott 2018-as interjújában arról beszélt, hogy tinédzserként milyen áldozatokat hozott, hogy a futballfejlődésére összpontosítson: „Tinédzserkoromban nem éltem át az úgynevezett normális emberek életét, mint amikor kimentem a barátokkal, élveztem a jó időket, de annak ellenére, hogy kimaradok a normális életből, olyan életet élek, amiről mindig is álmodtam”.
2023-ban több mint 110 millió követője volt az Instagramon. Folyékonyan beszél franciául, angolul és spanyolul.

## Statisztika

### Klubcsapatokban
2025. május 24-én frissítve.
| Klub                             | Szezon           | Liga             | Liga  | Liga | Kupa  | Kupa | Ligakupa | Ligakupa | Nemzetközi | Nemzetközi | Egyéb | Egyéb | Összesen | Összesen |
| Klub                             | Szezon           | Bajnokság        | Mérk. | Gól  | Mérk. | Gól  | Mérk.    | Gól      | Mérk.      | Gól        | Mérk. | Gól   | Mérk.    | Gól      |
| -------------------------------- | ---------------- | ---------------- | ----- | ---- | ----- | ---- | -------- | -------- | ---------- | ---------- | ----- | ----- | -------- | -------- |
| Monaco II                        | 2015–16          | Ligue 2          | 10    | 2    | 0     | 0    | 0        | 0        | 0          | 0          | —     | —     | 10       | 2        |
| Monaco II                        | 2016–17          | Ligue 2          | 2     | 2    | 0     | 0    | 0        | 0        | 0          | 0          | —     | —     | 2        | 2        |
| Monaco II                        | Összesen         | Összesen         | 12    | 4    | 0     | 0    | 0        | 0        | 0          | 0          | 0     | 0     | 12       | 4        |
| Monaco                           | 2015–16          | Ligue 1          | 11    | 1    | 1     | 0    | 1        | 0        | 1          | 0          | —     | —     | 14       | 1        |
| Monaco                           | 2016–17          | Ligue 1          | 29    | 15   | 3     | 2    | 3        | 3        | 9          | 6          | —     | —     | 44       | 26       |
| Monaco                           | 2017–18          | Ligue 1          | 1     | 0    | 0     | 0    | 0        | 0        | 0          | 0          | 1     | 0     | 2        | 0        |
| Monaco                           | Összesen         | Összesen         | 41    | 16   | 4     | 2    | 4        | 3        | 10         | 6          | 1     | 0     | 60       | 27       |
| Paris Saint-Germain (kölcsönben) | 2017–18          | Ligue 1          | 27    | 13   | 5     | 4    | 4        | 0        | 8          | 4          | —     | —     | 44       | 21       |
| Paris Saint-Germain              | 2018–19          | Ligue 1          | 29    | 33   | 4     | 2    | 2        | 0        | 8          | 4          | 0     | 0     | 43       | 39       |
| Paris Saint-Germain              | 2019–20          | Ligue 1          | 20    | 18   | 3     | 4    | 3        | 2        | 10         | 5          | 1     | 1     | 37       | 30       |
| Paris Saint-Germain              | 2020–21          | Ligue 1          | 31    | 27   | 5     | 7    | —        | —        | 10         | 8          | 1     | 0     | 47       | 42       |
| Paris Saint-Germain              | 2021–22          | Ligue 1          | 35    | 28   | 3     | 5    | —        | —        | 8          | 6          | 0     | 0     | 46       | 39       |
| Paris Saint-Germain              | 2022–23          | Ligue 1          | 34    | 29   | 1     | 5    | —        | —        | 8          | 7          | 0     | 0     | 43       | 41       |
| Paris Saint-Germain              | 2023–24          | Ligue 1          | 29    | 27   | 6     | 8    | —        | —        | 12         | 8          | 1     | 1     | 48       | 44       |
| Paris Saint-Germain              | Összesen         | Összesen         | 205   | 175  | 27    | 35   | 9        | 2        | 64         | 42         | 3     | 2     | 308      | 256      |
| Real Madrid                      | 2024–25          | La Liga          | 34    | 31   | 4     | 2    | 0        | 0        | 14         | 7          | 4     | 3     | 56       | 43       |
| Real Madrid                      | Összesen         | Összesen         | 34    | 31   | 4     | 2    | 0        | 0        | 14         | 7          | 4     | 3     | 56       | 43       |
| Karrier összesen                 | Karrier összesen | Karrier összesen | 292   | 226  | 35    | 39   | 13       | 5        | 88         | 55         | 8     | 5     | 436      | 330      |

1. ↑  Magában foglalja az Európa-liga és a Bajnokok Ligája mérkőzéseket.

Jegyzetek
1. ↑  Egy mérkőzés az UEFA-szuperkupában, egy mérkőzés az Interkontinentális kupában és 2 mérkőzés a spanyol szuperkupában.

### A válogatottban
2025. június 8-án lett utoljára frissítve.
| Nemzet        | Év       | Mérkőzés | Gól |
| ------------- | -------- | -------- | --- |
| Franciaország | 2017     | 10       | 1   |
| Franciaország | 2018     | 18       | 9   |
| Franciaország | 2019     | 6        | 3   |
| Franciaország | 2020     | 5        | 3   |
| Franciaország | 2021     | 14       | 8   |
| Franciaország | 2022     | 13       | 12  |
| Franciaország | 2023     | 9        | 10  |
| Franciaország | 2024     | 11       | 2   |
| Franciaország | 2025     | 4        | 2   |
| összesen      | összesen | 90       | 50  |

#### Góljai a válogatottban
| #  | Dátum                | Helyszín                                              | P. | Ellenfél                | Gól | Végeredmény          | Verseny                                    |
| -- | -------------------- | ----------------------------------------------------- | -- | ----------------------- | --- | -------------------- | ------------------------------------------ |
| 1  | 2017. augusztus 31.  | Stade de France, Saint-Denis, Franciaország           | 5  | Hollandia               | 4–0 | 4–0                  | 2018-as labdarúgó-világbajnokság-selejtező |
| 2  | 2018. március 27.    | Kresztovszkij Stadion, St. Petersburg, Oroszország    | 12 | Oroszország             | 1–0 | 3–1                  | Barátságos mérkőzés                        |
| 3  | 2018. március 27.    | Kresztovszkij Stadion, St. Petersburg, Oroszország    | 12 | Oroszország             | 3–1 | 3–1                  | Barátságos mérkőzés                        |
| 4  | 2018. június 9.      | Groupama Stadion, Décines-Charpieu, Franciaország     | 15 | Egyesült Államok        | 1–1 | 1–1                  | Barátságos mérkőzés                        |
| 5  | 2018. június 21.     | Központi stadion, Jekatyerinburg, Oroszország         | 17 | Peru                    | 1–0 | 1–0                  | 2018-as labdarúgó-világbajnokság           |
| 6  | 2018. június 30.     | Kazany Aréna, Kazany, Oroszország                     | 19 | Argentína               | 3–2 | 4–3                  | 2018-as labdarúgó-világbajnokság           |
| 7  | 2018. június 30.     | Kazany Aréna, Kazany, Oroszország                     | 19 | Argentína               | 4–2 | 4–3                  | 2018-as labdarúgó-világbajnokság           |
| 8  | 2018. július 15.     | Luzsnyiki Stadion, Moszkva, Oroszország               | 22 | Horvátország            | 4–2 | 4–2                  | 2018-as labdarúgó-világbajnokság           |
| 9  | 2018. szeptember 9.  | Stade de France, Saint-Denis, Franciaország           | 24 | Hollandia               | 1–0 | 2–1                  | 2018–2019-es UEFA Nemzetek Ligája          |
| 10 | 2018. október 11.    | Stade de Roudourou, Guingamp, Franciaország           | 25 | Izland                  | 2–2 | 2–2                  | Barátságos mérkőzés                        |
| 11 | 2019. március 22.    | Zimbru Stadion, Chișinău, Moldova                     | 29 | Moldova                 | 4–0 | 4–1                  | 2020-as Európa-bajnoki selejtező           |
| 12 | 2019. március 25.    | Stade de France, Saint-Denis, Franciaország           | 30 | Izland                  | 3–0 | 4–0                  | 2020-as Európa-bajnoki selejtező           |
| 13 | 2019. június 11.     | Estadi Nacional, Andorra la Vella, Andorra            | 33 | Andorra                 | 1–0 | 4–0                  | 2020-as Európa-bajnoki selejtező           |
| 14 | 2020. szeptember 5.  | Friends Arena, Solna, Svédország                      | 35 | Svédország              | 1–0 | 1–0                  | 2020–2021-es UEFA Nemzetek Ligája          |
| 15 | 2020. október 7.     | Stade de France, Párizs, Franciaország                | 36 | Ukrajna                 | 6–1 | 7–1                  | Barátságos mérkőzés                        |
| 16 | 2020. október 14.    | Maksimir Stadion, Zágráb, Horvátország                | 38 | Horvátország            | 2–1 | 2–1                  | 2020–2021-es UEFA Nemzetek Ligája          |
| 17 | 2021. június 2.      | Allianz Riviera, Nizza, Franciaország                 | 43 | Wales                   | 1–0 | 3–0                  | Barátságos mérkőzés                        |
| 18 | 2021. október 7.     | Juventus Stadion, Torino, Olaszország                 | 50 | Belgium                 | 2–2 | 3–2                  | 2020–2021-es UEFA Nemzetek Ligája          |
| 19 | 2021. október 10.    | San Siro, Milánó, Olaszország                         | 51 | Spanyolország           | 2–1 | 2–1                  | 2020–2021-es UEFA Nemzetek Ligája          |
| 20 | 2021. november 13.   | Parc des Princes, Párizs, Franciaország               | 52 | Kazahsztán              | 1–0 | 8–0                  | 2022-es labdarúgó-világbajnokság-selejtező |
| 21 | 2021. november 13.   | Parc des Princes, Párizs, Franciaország               | 52 | Kazahsztán              | 2–0 | 8–0                  | 2022-es labdarúgó-világbajnokság-selejtező |
| 22 | 2021. november 13.   | Parc des Princes, Párizs, Franciaország               | 52 | Kazahsztán              | 3–0 | 8–0                  | 2022-es labdarúgó-világbajnokság-selejtező |
| 23 | 2021. november 13.   | Parc des Princes, Párizs, Franciaország               | 52 | Kazahsztán              | 8–0 | 8–0                  | 2022-es labdarúgó-világbajnokság-selejtező |
| 24 | 2021. november 16.   | Olimpiai Stadion, Helsinki, Finnország                | 53 | Finnország              | 2–0 | 2–0                  | 2022-es labdarúgó-világbajnokság-selejtező |
| 25 | 2022. március 29.    | Stade Pierre-Mauroy, Villeneuve-d’Ascq, Franciaország | 54 | Dél-afrikai Köztársaság | 1–0 | 5–0                  | Barátságos mérkőzés                        |
| 26 | 2022. március 29.    | Stade Pierre-Mauroy, Villeneuve-d’Ascq, Franciaország | 54 | Dél-afrikai Köztársaság | 3–0 | 5–0                  | Barátságos mérkőzés                        |
| 27 | 2022. június 10.     | Ernst Happel Stadion, Bécs, Ausztria                  | 56 | Ausztria                | 1–1 | 1–1                  | 2022–2023-as UEFA Nemzetek ligája          |
| 28 | 2022. szeptember 22. | Stade de France, Párizs, Franciaország                | 58 | Ausztria                | 1–0 | 2–0                  | 2022–2023-as UEFA Nemzetek ligája          |
| 29 | 2022. november 22.   | El-Dzsanúb Stadion, al-Vakra, Katar                   | 60 | Ausztrália              | 3–1 | 4–1                  | 2022-es labdarúgó-világbajnokság           |
| 30 | 2022. november 26.   | 974 Stadion, Doha, Katar                              | 61 | Dánia                   | 1–0 | 2–1                  | 2022-es labdarúgó-világbajnokság           |
| 31 | 2022. november 26.   | 974 Stadion, Doha, Katar                              | 61 | Dánia                   | 2–1 | 2–1                  | 2022-es labdarúgó-világbajnokság           |
| 32 | 2022. december 4.    | Al-Thumama Stadion, Doha, Katar                       | 63 | Lengyelország           | 2–0 | 3–1                  | 2022-es labdarúgó-világbajnokság           |
| 33 | 2022. december 4.    | Al-Thumama Stadion, Doha, Katar                       | 63 | Lengyelország           | 3–0 | 3–1                  | 2022-es labdarúgó-világbajnokság           |
| 34 | 2022. december 18.   | Loszaíli Nemzeti Stadion, Loszaíl, Katar              | 66 | Argentína               | 1–2 | 3–3 (h. u.) (b. 2–4) | 2022-es labdarúgó-világbajnokság           |
| 35 | 2022. december 18.   | Loszaíli Nemzeti Stadion, Loszaíl, Katar              | 66 | Argentína               | 2–2 | 3–3 (h. u.) (b. 2–4) | 2022-es labdarúgó-világbajnokság           |
| 36 | 2022. december 18.   | Loszaíli Nemzeti Stadion, Loszaíl, Katar              | 66 | Argentína               | 3–3 | 3–3 (h. u.) (b. 2–4) | 2022-es labdarúgó-világbajnokság           |
| 37 | 2023. március 24.    | Stade de France, Párizs, Franciaország                | 67 | Hollandia               | 3–0 | 4–0                  | 2024-es Európa-bajnoki selejtező           |
| 38 | 2023. március 24.    | Stade de France, Párizs, Franciaország                | 67 | Hollandia               | 4–0 | 4–0                  | 2024-es Európa-bajnoki selejtező           |
| 39 | 2023. június 16.     | Estádio Algarve, Almancil, Portugália                 | 69 | Gibraltár               | 2–0 | 3–0                  | 2024-es Európa-bajnoki selejtező           |
| 40 | 2023. június 19.     | Stade de France, Párizs, Franciaország                | 70 | Görögország             | 1–0 | 1–0                  | 2024-es Európa-bajnoki selejtező           |

## Sikerei, díjai

### Klubcsapatokban
Monaco
- Francia bajnok (1): 2016–17

 Paris Saint-Germain
- Francia bajnok (6): 2017–18, 2018–19, 2019–20, 2021–22, 2022–23, 2023–24
- Francia kupa (3): 2017–18, 2019–20, 2020–21
- Francia ligakupa (2): 2017–18, 2019–20
- Francia szuperkupa (3): 2019, 2020, 2023

 Real Madrid
- UEFA-szuperkupa: 2024
- FIFA Interkontinentális kupa: 2024
- Spanyol szuperkupa ezüstérmes: 2025
- Copa del Rey ezüstérmes: 2024–2025
- La Liga ezüstérmes: 2024–25

### A válogatottban
Franciaország U19
- U19-es Európa-bajnokság: 2016

 Franciaország
- Világbajnokság: 2018
- Világbajnoki ezüstérem: 2022
- UEFA Nemzetek Ligája: 2020–21

### Egyéni
- UNFP – Az év játékosa: 2018–19
- UNFP – Az év fiatal játékosa: 2016–17, 2017–18, 2018–19
- UNFP – Az év csapatának tagja: 2016–17, 2017–18, 2018–19
- UNFP – A hónap játékosa: 2017 április,[48] 2018 március,[49] 2018 augusztus,[50] 2019 február,[51]
- Golden Boy-díj: 2017[52]
- Ligue 1 – Gólkirály: 2018–19, 2019–20
- A világbajnokság gólkirálya (Aranycipő): 2022, Katar (8 gól, 7 mérkőzésen)
- UEFA Bajnokok Ligája gólkirálya: 2023–24
- Gerd Müller-trófea: 2024 (megosztott)
- UNFP legjobb külföldön játszó francia játékos: 2024–25
- A La Liga szezon csapata: 2024–25
- Pichichi-trófea: 2024–25[36]
- Európai aranycipő: 2024–25[36]